# Joseph Hansen (écrivain)
Pour les articles homonymes, voir Joseph Hansen et Hansen.
Joseph Hansen, né le 19 juillet 1923 à Aberdeen (Dakota du Sud) et mort le 24 novembre 2004 à Laguna Beach (Californie), est un écrivain et poète américain, auteur d'une des premières séries policières ayant pour héros un enquêteur homosexuel en la personne de Dave Brandstetter.

## Biographie
Né dans le Dakota du Sud, Hansen est élevé dans une famille aux origines allemande et norvégienne qui déménage d'abord au Minnesota, puis dans la banlieue de Los Angeles en Californie en 1936.
En 1943, il travaille le jour dans une librairie de Hollywood et s'attelle le soir à l'écriture de poèmes et d'un roman. Devenu professeur à l'Université de Californie, il publie à partir de 1952 ses premiers poèmes dans les magazines Harper's, Saturday Review et dans The New Yorker. Il participe aussi à la rédaction de scénarios pour la série télévisée Lassie (1954-1974). Dans les années 1960, il reprend brièvement son travail de libraire et présente une émission de radio intitulée Homosexuality Today. Sa plume se consacre à la rédaction de biographies de stars du cinéma, mais il publie également des nouvelles dans un petit journal homosexuel, One Magazine, qui devient bientôt Tangents, et dont il assume la direction jusqu'en 1969.  En 1970, il aide à l'organisation de la première Gay Pride à Hollywood, même s'il n'aimait pas le terme « gay » et s'est toujours décrit comme homosexuel.
Militant de la cause homosexuelle, Hansen est pourtant contraint, au début de sa carrière de romancier, de publier sous les pseudonymes de James Colton (ou Coulton) et de Rose Brock des textes de fiction qui abordent ce sujet tabou : Lost on Twilight Zone (1964), Strange Mariage (1965) et Homosexuel notoire (Known Homosexual, 1968).
Auteur d'une quarantaine d'ouvrages, il est surtout connu pour ses romans policiers, signés de son nom, où enquête son héros récurrent, Dave Brandstetter, détective ouvertement homosexuel, l'un des premiers de la littérature policière avec Pharoah Love, le détective afro-américain de George Baxt. 
Hansen a aussi écrit une série de courtes nouvelles mettant en scène le personnage de Hack Bohannon, Le Livre de Bohannon (Bohannon's Book, 1988).
Hansen épouse en 1943 Jane Bancroft, elle-même lesbienne. Cette union, qui donne naissance à une fille, ne prendra fin qu'à la mort de Jane Bancroft en 1994.
Hansen meurt d'une crise cardiaque en 2004.

## Œuvre
La plupart des romans de Hansen a été éditée (ou rééditée) en français chez Rivages/Noir depuis 1986, dont toute la saga Brandstetter à l'exception de Les mouettes volent bas et Les Ravages de la nuit publiés dans la collection Folio. Certains de ses ouvrages sont toutefois encore inédits en France.

### Romans

#### SérieDave Brandstetter
1. Fadeout, New York, Harper & Row, 1970 Publié en français dans une version expurgée sous le titre Un blond évaporé, Paris, Gallimard, coll. « Série noire » no 1408, 1971  ; réédition, Paris, Gallimard, coll. « Carré noir » no 559, 1985  (ISBN 2-07-043559-8) Publié en français dans une nouvelle traduction intégrale sous le titre Le Poids du monde, Paris, Éditions Le Masque, 2000 ; réédition, Paris, Payot & Rivages, coll. « Rivages/Noir » no 611, 2006  (ISBN 2-7436-1560-5)
2. Death Claims, New York, Harper & Row, 1973 Publié en français sous le titre Le Noyé d'Arena Blanca, Paris, Payot & Rivages, coll. « Rivages/Noir » no 76, 1989  (ISBN 2-86930-264-9)
3. Trouble Maker, New York, Harper & Row, 1975 Publié en français sous le titre Par qui la mort arrive, Paris, Payot & Rivages, coll. « Rivages/Noir » no 4, 1986  (ISBN 2-86930-001-8)
4. The Man Everybody Was Afraid of, New York, Holt Rinehart and Winston, 1978 Publié en français sous le titre dans une version expurgée sous le titre Les mouettes volent bas, Paris, Gallimard, coll. « Série noire » no 1730, 1979 ; réédition, Paris, Gallimard, coll. « Folio » no 2673, 1995  (ISBN 2-07-038883-2)
5. Skinflick, New York, Holt Rinehart & Winston, 1979 Publié en français sous le titre Skinflick, Paris, éditions de l'Ombre, 1987 ;  réédition dans une nouvelle traduction sous le titre À fleur de peau, Paris, Éditions du Masque, 2001  (ISBN 2-7024-2956-4) ; réédition, Paris, Librairie des Champs-Élysées, coll. « Le Masque » no 2484 2004 ; réédition, Paris, Payot & Rivages, coll. « Rivages/Noir » no 631, 2007  (ISBN 978-2-7436-1631-1)
6. Gravedigger, New York, Holt Rinehart & Winston, 1982 Publié en français dans une version expurgée sous le titre Petit papa pourri, Paris, Gallimard, coll. « Série noire » no 1912, 1983  (ISBN 2-07-048912-4) Publié en français dans une traduction intégrale sous le titre Gravedigger, Paris, Payot & Rivages, coll. « Rivages/Noir » no 757, 2009  (ISBN 2-7436-2031-5)
7. Nightwork, New York, Holt Rinehart & Winston, 1984 Publié en français sous le titre Les Ravages de la nuit, Paris, Gallimard, coll. « Série noire » no 2016 1985  (ISBN 2-07-049026-2) ; réédition, Paris, Gallimard, coll. « Folio » no 2626, 1994  (ISBN 2-07-038871-9)
8. The Little Dog Laughed, New York, Henry Holt & Co, 1986 Publié en français sous le titre Le petit chien riait, Paris, Payot & Rivages, coll. « Rivages/Noir » no 44, 1988  (ISBN 2-86930-131-6)
9. Early Graves, New York, Mysterious Press, 1987 Publié en français sous le titre Un pied dans la tombe, Paris, Payot & Rivages, coll. « Rivages/Noir » no 49, 1988  (ISBN 2-86930-163-4)
10. Obedience, New York, Mysterious Press, 1988 Publié en français sous le titre Obédience, Paris, Payot & Rivages, coll. « Rivages/Noir » no 70, 1989  (ISBN 2-86930-241-X)
11. The Boy Who Was Buried This Morning, New York, Viking, 1990 Publié en français sous le titre Le Garçon enterré ce matin, Paris, Payot & Rivages, coll. « Rivages/Noir » no 104, 1991  (ISBN 2-86930-433-1)
12. A Country of Old Men, New York, Viking, 1991 Publié en français sous le titre Un pays de vieux, Paris, Payot & Rivages, coll. « Rivages/Noir » no 155, 1993  (ISBN 2-86930-653-9)

#### Autres romans
- A Smile in His Lifetime, New York, Holt Rinehart & Winston, 1981
- Backtrack, Woodstock, Backcountry Publications, Countryman Press, 1982 Publié en français dans une version expurgée sous le titre C'est de famille, Paris, Gallimard, coll. « Série noire » no 1923, 1983 ; réédition dans une nouvelle traduction intégrale sous le titre Promesses non tenues, Paris, Payot & Rivages, coll. « Rivages/Noir » no 681, 2008  (ISBN 2-7436-1790-X)
- Job's Year, New York, Holt Rinehart & Winston, 1983
- Steps Going Down, Woodstock, Backcountry Publications, 1985 Publié en français sous le titre Pente douce, Paris, Payot & Rivages, coll. « Rivages/Noir » no 79, 1989  (ISBN 2-86930-276-2)
- Living Upstairs, New York, Plume, 1994 Publié en français sous le titre  En haut des marches, Paris, Payot & Rivages, coll. « Rivages/Noir » no 342, 1999  (ISBN 2-7436-0556-1)
- The Jack of Hearts, New York, Plume 1995

#### Romans signés James Colton
- Lost on Twilight Road, Fresno, National Library Books, 1964
- Strange Marriage, Washington, Argyle Books, 1965
- Known Homosexual, Hollywood, Brandon House, 1968 - Réédité sous le nom véritable de l'auteur et en version intégrale sous les titres Stranger to Himself (Los Angeles, Major Books, 1977) et Pretty Boy Dead (San Francisco, Gay Sunshine Press, 1984) Publié en français sous le titre Homosexuel notoire, coll. « Étiquette noire » sous la direction de Roger Martin, Paris, Éditions Encre, 1985  (ISBN 2-86418-260-2) ; réédition 1993  (ISBN 978-2-86418260-3)
- Hangup, Hollywood, Brandon House, 1968
- Cocksure, San Diego, Greenleaf Classics, 1969
- Gard, New York, Award Books, 1969
- The Outward Side, New York, Olympia Press, 1971
- Todd, New York, Olympia Press, 1971

#### Romans signés Rose Brock
- Tarn House, New York, Avon Books, 1971
- Long Leaf, New York, Harper & Row, 1974

### Recueils de nouvelles

#### Signés Joseph Hansen
- The Dog and Other Stories, Santa Monica, Momentum Press, 1979
- Bohannon's Book, Woodstock, Backcountry Publications, 1988 Publié en français sous le titre Le Livre de Bohannon, Paris, Payot & Rivages, coll. « Rivages/Noir » no 214, 1995  (ISBN 2-86930-918-X)
- Bohannon's Country, New York, Viking Adult, 1993

#### Signés James Colton
- The Corrupter and Other Stories, San Diego, Greenleaf Classics, 1968

### Poésie
- One Foot in the Boat, Santa Monica, Momentum Press, 1977

### Autres publications
- A Few Doors West of Hope: the Life and Time of Dauntiess Don Slater, New York, HIC (Homosexual Information Center), 1998

## Distinctions
- Prix Lambda Literary du meilleur roman policier 1991 pour Un pays de vieux (A Country of Old Men)
- Prix Lambda Literary du meilleur roman policier 1993 pour En haut des marches (Living Upstairs)